# Lycium ameghinoi
Lycium ameghinoi är en potatisväxtart som beskrevs av Carlos Luis Spegazzini. Lycium ameghinoi ingår i släktet bocktörnen, och familjen potatisväxter. Inga underarter finns listade i Catalogue of Life.